# Wandrers Nachtlied II

Wandrers Nachtlied II, D.768 (Chant de nuit du voyageur en français) est l'opus 96.3 du compositeur viennois Franz Schubert. Composé à Vienne en 1823 , cette œuvre est adaptée du poème Über allen Gipfeln is Ruh de 1780 du poète allemand Johann Wolfgang von Goethe. Ce lied reprend certains grands thèmes du lied romantique que Schubert appréciait particulièrement : le voyage, la nature, la quête personnelle et la mort.
Il est le deuxième Lied de Schubert à porter ce titre, le premier étant le D.224, composé en juillet 1815. Ces deux lieder n’ont cependant pas le même texte. Ils se différencient par le premier vers de chaque poème (Der du von dem Himmel bist pour le D.224 et Über Allen Gipfeln pour le D.768).

## Contexte
Wandrers Nachtlied II est composé au début de l’année 1823 mais il est généralement associé aux quatre lieder reprenant également des poèmes de Goethe que Schubert compose au début de décembre 1822. Ce lied marque l’arrêt de l’utilisation de nouveaux poèmes écrits par Goethe dans le répertoire de Schubert, il n’utilisera dès lors que des poèmes déjà mis en musique par ses soins.
Wandrers Nachtlied II sera une première fois édité en 1927 dans le Wiener Zeitscrift für kunst. Il sera à nouveau publié en juin de l’année suivante dans l’opus 96 dédié à la princesse Maria Karolina Fürstein von Kinsky. Wandrers Nachtlied II est également réédité à titre posthume sous l’appellation d’opus 101 n°4.

Schubert affectionna ce lied de son vivant comme en témoigne la lettre qu’il envoya à son frère le 03 juillet 1824 à la suite de la donation de quelques lieder à L.Mohn par le frère du compositeur, Ferdinand Schubert.
              « A propos des lieder donnés à Mohn, je m’en console car quelques-uns seulement me paraissent bons comme : Die bei dem Geheimnis enthaltenen, le Wandrers Nacthlied, et le Entsühnte (et non Entführte) Orest à propos duquel ton erreur m’a bien fait rire. Tâche au moins de récupérer ceux-ci aussi vite que possible. »
C’est aussi au début de l’année 1823 que Schubert travaille à La Belle Meunière, premier cycle de lieder regroupant 25 poèmes mis en musique par le compositeur autrichien. Les thèmes identifiés dans Wandrers Nachtlied II se retrouvent également dans le cycle de La Belle Meunière.

## Texte
| Texte original | Traduction de Jean-Jacques Porchat | Traduction de Philippe Jaccottet |
| --- | --- | --- |
| Über allen Gipfeln Ist Ruh, In allen Wipfeln Spürest du Kaum einen Hauch; Die Vögelein schweigen im Walde Warte nur, balde Ruhest du auch. | Sur tous les sommets est le repos; dans tous les feuillages tu sens un souffle à peine ; les oiselets se taisent dans le bois ; attends un peu, bientôt tu reposeras aussi ! | Au-dessus des montagnes le repos. Dans les cimes des arbres, C'est à peine si bouge une feuille. Les oiseaux dans le bois font silence. Bientôt, patience ! La paix aussi va te venir. |

Ce poème est un des plus célèbres de Goethe, il a a été interprété de multiples manières et a été traduit dans de nombreuses langues.
Goethe aurait écrit ce texte une nuit de septembre 1780 sur le mur d’un garde-chasse se situant au sommet d’une montagne allemande où il logea quelques jours. Il a par la suite écrit ce poème dans une lettre adressée Charlotte von Stein
En quatre vers brefs, Goethe exprime le silence qui se fait dans la forêt au crépuscule. Il décrit les impressions ressenties durant ce bref instant où le vent ne déplace que légèrement la cime des arbres ; un bref instant où la nature se fige. Cette notion d’instantané est appuyée par l’utilisation du présent par le poète. Ce moment est présenté comme une métaphore de la vie, s’achevant par un repos éternel.
Selon Sigrid Damm (de), ce poème peut être analysé selon trois perspectives différentes :
- Une description de la nature en alignant un par un les éléments de l’environnement entourant l’Homme.
- ·L’expression de l’inéluctabilité de la mort dans laquelle la nature représente le calme ou l’inanimé et où l’Homme, agité durant la durée de sa vie, se prépare à rentrer dans un sommeil éternel.
- Situer l’Homme dans le cosmos via une vision panoramique du monde : le poème débute par le sommet d’une montagne, se poursuit via le feuillage des arbres et se conclut dans les pensées les plus intimes de l’Homme.

## Analyse
Wandrers Nachtlied II est composé sur un poème de 4 vers et est de forme de composition continue. L’armure contient deux bémols à la clef, le lied est donc en Si bémol majeur. Cette tonalité est synonyme de neutralité. Le tempo est marqué comme lent (Langsam). Le piano alterne entre accords et accords brisés durant l’intégralité de la partition.
L’ouverture du lied est réalisée au piano exclusivement et via deux mesures en pianissimo suivant une cadence 6-4/5-3. Celle-ci crée une ambiance de sérénité avant l’entrée du soliste. Ce dernier va commencer à chanter le poème de Goethe sur la tonique jusqu’au mot ‘’Gipfeln » ( sommet ) où il va débuter la première syllabe du mot en passant par la seconde supérieure (do) pour finalement revenir à la tonique sur la seconde syllabe. Ce mouvement peut être interprété comme étant la contemplation de la montagne de bas en haut, puis de haut en bas par le voyageur.
L’accompagnement du piano lors des deuxième et troisième vers s’effectue en accords brisés. Le deuxième vers imite le souffle du vent dans le feuillage des arbres grâce à des croches jouées dans les graves. La sensation que provoque ce vers est plus oppressive. Cette sensation disparait lorsque Schubert effectue un passage au registre aigu à la main gauche du piano lorsqu’il s’approche du troisième vers exprimant le chant des oiseaux de la forêt. Schubert modifie une première fois le poème de Goethe en répétant « Schweigen ( se taire ) », coupant ainsi cette strophe en deux phrases musicales. Le premier « Schweigen » est doux et conclut une phrase. Le second est plus marqué et peut être interprété comme étant un ordre.
Schubert modifie une seconde fois la composition du texte afin de répéter le dernier vers du poème. Il va également répéter les premiers mots de ce vers « Warte Nur » en effectuant une très légère différence d’accompagnement pour la répétition. Il accentue dès lors le sujet du repos éternel. Le premier énoncé du vers s’ouvre via un accord de sol mineur , se poursuit sur un accord de Fa augmenté d’une septième et se conclut via l’accord tonique de Si bémol majeur. L’atmosphère présente au début du lied laisse place à un moment de sévérité, comme une peur de l’inconnu, une peur du silence. Cette sévérité peut également s’expliquer par le questionnement de L’Homme sur lui-même, son introspection durant ce moment de silence.
Le lied se conclut via une solennité déconcertante exprimant la compréhension de l’Homme face à la fatalité de la vie. La cadence parfaite effectuée par Schubert est une manière de suggérer la tranquillité de la mort dans une durée qui va au-delà d’un lied.

## Discographie sélective
| Date d'enregistrement | Soliste                  | Piano              | Titre de l'album                                                                                | Label                  |
| --------------------- | ------------------------ | ------------------ | ----------------------------------------------------------------------------------------------- | ---------------------- |
| 1937                  | Karl Schmitt-Walter      | Michael Raucheisen | Eros Op.70 Nr.1                                                                                 | Telefunken             |
| 1959                  | Heinrich Schlusnus       | Franz Rupp         | Henrich Schlusnus Singt Lieder Von Schubert                                                     | Deutsche Grammophon    |
| 1970                  | Dietrich Fischer-Dieskau | Gerald Moore       | Lieder (Der Wanderer . Der Lindenbaum . Die Forelle . Heidenröslein . Erlkönig . Der Musensohn) | Deutsche grammophon    |
| 1983                  | Elly Ameling             | Dalton Baldwin     | A Bouquet Of Schubert                                                                           | Etcetera Records B.V   |
| 2018                  | Ian Bostridge            | Julius Drake       | Song By Schubert - 4                                                                            | The Wigmore Hall Trust |
| 2020                  | Jonas Kaufmann           | Helmut Deutsch     | Selige Stunde                                                                                   | Sony Classical         |